# Phạm Quang Dũng
Phạm Quang Dũng (tên thường gọi Phạm Văn Nấng, sinh ngày 12 tháng 4 năm 1954, quê quán ở xã Hải Phương, huyện Hải Hậu, tỉnh Nam Định) là một doanh nhân và chính trị gia người Việt Nam. Ông hiện là đại biểu quốc hội Việt Nam khóa XIV nhiệm kì 2016-2021, thuộc đoàn đại biểu tỉnh Nam Định, Ủy viên Ủy ban Kinh tế của Quốc hội. Ông là một trong hai người tự ứng cử và trúng cử đại biểu quốc hội khóa XIV, cả hai đều là đảng viên Đảng Cộng sản Việt Nam, người kia là bác sĩ Nguyễn Anh Trí. Ông hiện là Chủ tịch Hội đồng quản trị Công ty cổ phần TASCO và công ty Trách nhiệm hữu hạn Thu phí tự động VETC, Ủy viên Ủy ban Kinh tế của Quốc hội.

## Xuất thân
Ông là người dân tộc Kinh, không tôn giáo. Quê quán ở xã Hải Phương, huyện Hải Hậu, tỉnh Nam Định.

## Giáo dục
- Giáo dục phổ thông:10/10[2]
- Trình độ chính trị: Sơ cấp lý luận chính trị
- Trình độ chuyên môn: Đại học Quản trị Kinh doanh

## Sự nghiệp
Ông gia nhập Đảng Cộng sản Việt Nam vào ngày 10 tháng 1 năm 1975.
Theo lời ông Phạm Quang Dũng vào năm 2016 thì ông từng có 5 năm trong quân ngũ, 4 năm học trung học chuyên nghiệp, 15 năm làm công chức nhà nước tại Phòng giao thông thủy lợi huyện Hải Hậu, tỉnh Nam Định và gần 20 năm làm doanh nghiệp.
Ông hiện là Bí thư Đảng ủy, Chủ tịch Hội đồng quản trị Công ty cổ phần TASCO, Ủy viên Ủy ban Kinh tế của Quốc hội.
Ông được coi là "ông trùm" đứng sau hàng loạt dự án BOT giao thông trên khắp Việt Nam.
Tháng 5 năm 2016, ông tự ứng cử và đã trúng cử Đại biểu Quốc hội Việt Nam khóa 14 nhiệm kì 2016-2021 ở tỉnh Nam Định. Nội dung chương trình vận động tranh cử đại biểu Quốc hội của ông là góp phần tạo công ăn việc làm cho người dân tỉnh Nam Định và hoàn thành chương trình nông thôn mới cho huyện, và kiến nghị Quốc hội ban hành các cơ chế khuyến khích các doanh nghiệp đầu tư vào hạ tầng, chứ không vì tham chức quyền.
Tháng 8 năm 2017, trong vụ việc trạm thu phí BOT ở huyện Cai Lậy tỉnh Tiền Giang bị các tài xế phản đối bằng cách trả tiền lẻ vì thu phí quá cao và vị trí đặt trạm không hợp lí, ông đã đề nghị với Bộ Giao thông Vận tải Việt Nam và Bộ Tài chính Việt Nam hai việc: một là, bắt buộc các doanh nghiệp vận tải phải triển khai hệ thống đóng phí tự động trên các phương tiện vận tải khi đi qua các Trạm thu phí, hai là, chỉ nên sử dụng tiền mệnh giá từ 5.000 đồng trở lên khi đi qua trạm. Tuy nhiên, TASCO nắm 35% cổ phần của công ty thu phí tự động ETC, và là Chủ tịch Hội đồng quản trị công ty thu phí tự động đường bộ VETC dẫn đến hoài nghi về xung đột lợi ích.
Tháng 7 năm 2018, nhóm các Công ty TASCO (do ông Dũng làm chủ tịch Hội đồng quản trị) vướng vào những lùm xùm liên quan đến trạm BOT Tân Đệ - Thái Bình và trạm BOT Mỹ Lộc - Nam Định. Những người phản đối trạm BOT Tân Đệ cho rằng trạm đã hết thời hạn thu phí, hiện trạm đang thu hoàn vốn bổ sung cho Dự án đường tránh Đông Hưng cách trạm thu phí hơn 20 km. Do đó, đặt trạm trên QL 10, con đường độc đạo vào TP Thái Bình, là không hợp lý. Ngoài ra, trạm này còn dính nghi án thu tiền hoàn vốn cho Dự án Đường tránh Đông Hưng trước khi Dự án hoàn thành. Còn tại trạm BOT Mỹ Lộc, trạm này thu hoàn vốn cho 3,9 km Dự án đường tránh thành phố Nam Định. Người phản đối cho rằng trạm thu 30.000 đồng đối với xe dưới 12 chỗ ngồi (trước đây là 35.000 đồng) cho 3,9 km đường đô thị, tương đương gần 8.000 đồng/km, là quá cao, chưa kể đoạn đường này có 1 phần được đầu tư bằng ngân sách tỉnh Nam Định (làn đường sát dải phân cách của mỗi chiều đi). Đoạn đường tránh TP Nam Định được thừa hưởng lưu lượng xe khá lớn của 21,2 km tuyến BT Mỹ Lộc - Liêm Tuyền cũng do TASCO thực hiện, nhưng thời gian thu phí của trạm quá dài, mức phí quá cao, nhập nhèm không tách bạch giữa đoạn đường BOT và BT, nghi vấn vị trí đặt trạm thu phí nằm trên phần đường BT đã dẫn đến những bức xúc trong dư luận và phản ứng gay gắt của người dân.

## Tài sản
Ông đang sở hữu 9,17% cổ phần tại Tasco với rị giá tài sản tính theo thị giá cổ phiếu HUT là 145,2 tỷ đồng. Ông Dũng còn là Phó Chủ tịch Hội đồng quản trị của Tổng Công ty Thăng Long – CTCP. Hiện Tasco nắm 60,46% vốn cổ phần của Thăng Long.